# Maria Timpanaro Cardini
Maria Timpanaro Cardini, geborene Cardini, (* 24. August 1890 in Arezzo; † 4. Mai 1978 in Florenz) war eine italienische Altphilologin, die sich vor allem mit der antiken Wissenschaftsgeschichte und der Geschichte der antiken Philosophie befasste. 

## Leben
Cardini erwarb ihre laurea in griechischer Philologie in Neapel und hielt sich 1914 kurz in Berlin zu Studien bei Ulrich von Wilamowitz-Moellendorff und Hermann Diels auf. Einige Jahre war sie als dadaistische Dichterin aktiv und stand unter anderem mit Tristan Tzara in Kontakt, gab jedoch ab etwa 1920 die Dichtung für immer auf. 
Beruflich war sie stets als Gymnasiallehrerin tätig, zunächst in Parma, wo sie ihren Ehemann Sebastiano Timpanaro Senior kennenlernte, dann an einer Florentiner Privatschule und zuletzt in Pisa. Nach dem Zweiten Weltkrieg engagierte sie sich lokalpolitisch für die Sozialistische Partei Italiens und setzte sich insbesondere für nicht-kirchliche Kindergärten in Pisa ein. Darüber hinaus hat sie sich vor allem als Herausgeberin und Übersetzerin von Fragmentsammlungen zu den Sophisten und den Pythagoreern, von pseudo-aristotelischen Texten und von Werken des Proklos sowie durch Publikationen zur antiken Wissenschaftsgeschichte nationale wie internationale Anerkennung erworben. Sie hat auch die erste italienische Übersetzung des Sidereus Nuncius des Galileo Galilei verfasst (1943/44). Ihr Nachlass wird von der Bibliothek der Scuola Normale Superiore di Pisa verwaltet.
Sie ist die Mutter des Klassischen Philologen Sebastiano Timpanaro.

## Schriften
- I Sofisti. Frammenti e Testimonianze. Traduzione, prefazione e note. Laterza, Bari 1923 (Filosofi Antichi e Medievali).
- Galileo Galilei: Sidereus nuncius. Traduzione con testo a fronte, prefazione e note. Sansoni, Florenz 1948.
- Pitagorici. Testimonianze e frammenti. La Nuova Italia, Florenz, fasc. 1: 1958, fasc. 2: 1962, fasc. 3: 1964.
- Il Cielo di Aristotele. In: Physis. Rivista Internazionale di Storia della Scienza (Olschki, Florenz) 6.4, 1964.
- Pseudo-Aristotele: De lineis insecabilibus. Introduzione, traduzione e commento. Istituto editoriale cisalpino, Milano-Varese 1970 (Testi e documenti per lo studio dell' antichità, 32).
- Proclo: Commento al I libro degli Elementi di Euclide. Introduzione, traduzione e note. Pisa 1978.
- Tra antichità classica e impegno civile. A cura di Sebastiano Timpanaro. ETS, Pisa 2001 (Muse Pisane, 7).